# Заглик (Осинский район)
Заглик — деревня в Осинском районе Иркутской области России. Входит в состав муниципального образования «Оса». Находится примерно в 2 км к западу от районного центра.

## Население
| 2002 | 2010 | 2011 | 2012 |
| ---- | ---- | ---- | ---- |
| 259  | ↗262 | →262 | ↗269 |

По данным Всероссийской переписи, в 2010 году в деревне проживали 262 человека (122 мужчины и 140 женщин).